# Big Stan
Big Stan (no Brasil: Big Stan – Arrebentando na Prisão / em Portugal: Big Stan: O Frenético do Kung Fu) é o primeiro filme dirigido e estrelado por Rob Schneider lançado em 2007 dos géneros arte marcial e comédia.

## Sinopse
O vigarista Stan entra em pânico quando é condenado à prisão por fraude. Seu medo de ser estuprado no presídio o leva a procurar um misterioso guru de artes marciais que o transforma em um mestre do Kung fu. Após sua prisão, Stan usa suas habilidades para intimidar os prisioneiros. Ele ganha o respeito de todos e se torna o líder, trazendo a paz para as gangues de lá. Mas um diretor corrupto tem vantagens quando o local está em guerra e Stan é o único obstáculo que o impede de pôr um plano em prática.   

## Elenco
- Rob Schneider como "Big" Stan Minton
- David Carradine como O Mestre
- Jennifer Morrison como Mindy Minton
- M. Emmet Walsh como Lew Popper
- Scott Wilson como Warden Gasque
- Richard Kind como Mal
- Sally Kirkland como Madame Foreman
- Henry Gibson como Shorts Kendall
- Marcia Wallace como Alma
- Diego Corrales como Julio
- Randy Couture como Carnahan
- Don Frye como país-membro
- Marcelo Ortega como  big Haa the inmate
- Brandon Molale como Piken
- Lil Rob como preso
- Brandon T. Jackson como Deshawn (como Brandon Jackson)
- Olivia Munn como Maria
- Richard Riehle como Juiz
- Kevin Gage como Bullard
- Jackson Rathbone como Hippie Robbie
- Dan Inosanto como Chefe de cozinha da prisão
- Bob Sapp como Big Raymond
- Marcelo Ortega cimo as big Haa the inmate
- Tsuyoshi Abe como Dang
- Salvator Xuereb como Patterson
- Buddy Lewis como Cleon
- Adam Sandler (voz) (não creditado)
- Dan Haggerty como ex-presidiário